# Dream Team
Pour les articles homonymes, voir Dream Team (homonymie).

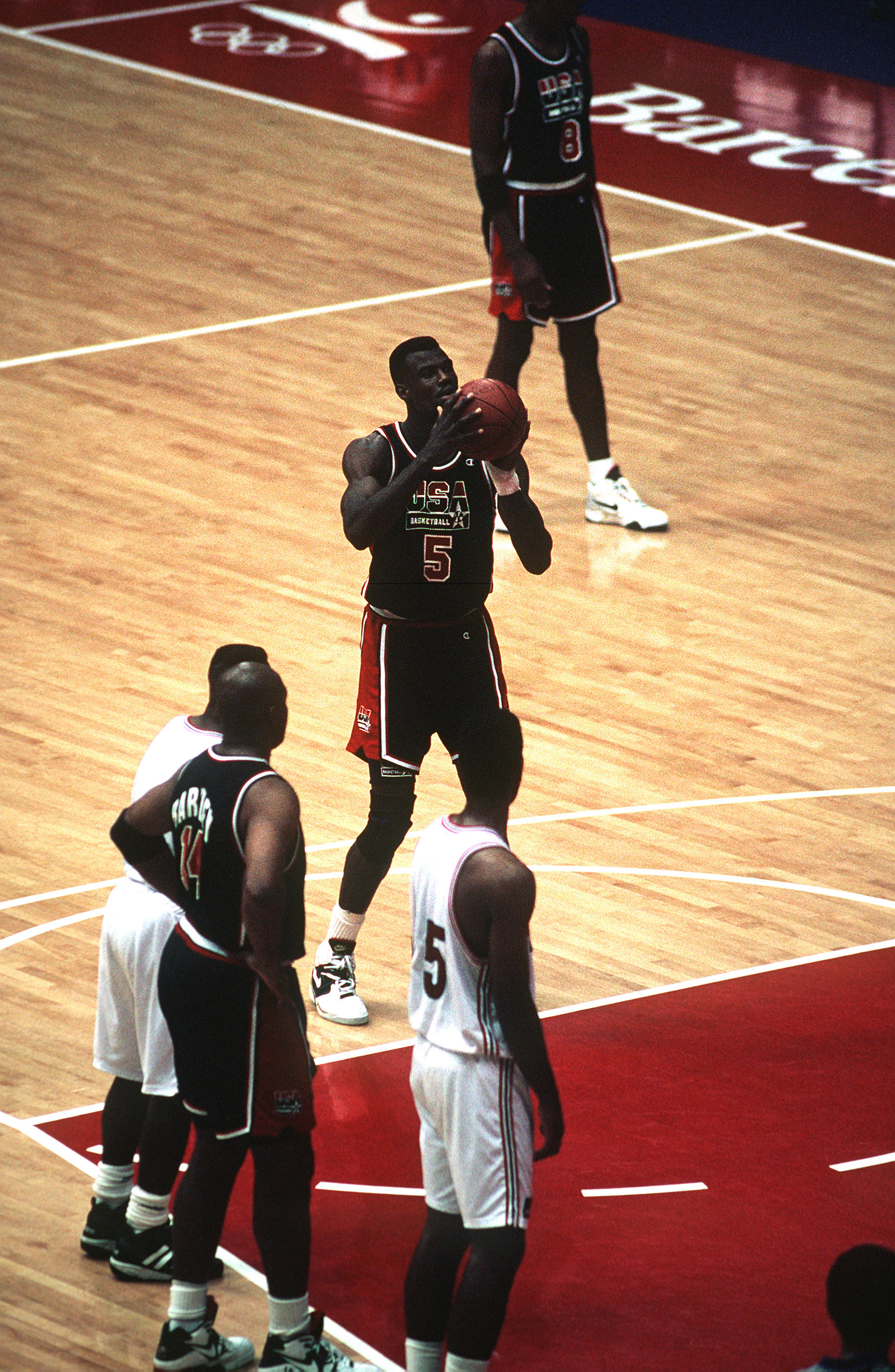
David Robinson de la Dream Team lors des quarts de finale des Jeux olympiques d'été de 1992.

La Dream Team (« équipe de rêve ») est le surnom donné à l'équipe nationale de basket-ball des États-Unis qui a participé aux Jeux olympiques de 1992 à Barcelone. Elle rassemblait pour la première fois les meilleurs joueurs du championnat professionnel nord-américain : la National Basketball Association (NBA), onze de NBA, Magic Johnson, Charles Barkley, Karl Malone, John Stockton, Patrick Ewing, David Robinson, Larry Bird, Chris Mullin, Scottie Pippen, Michael Jordan, Clyde Drexler et un de NCAA, Christian Laettner et a remporté la médaille d'or en gagnant tous ses matchs avec un écart moyen de 44 points. La Dream Team est généralement considérée comme la plus grande équipe de basket-ball de tous les temps et est entrée au Basketball Hall of Fame en août 2010 et au FIBA Hall of Fame en 2017.

## Contexte
En 1985, Borislav Stanković, secrétaire général de la FIBA, rencontre le commissioner de la NBA David Stern. Tous deux sont d'accord sur l'hypocrisie de la règle FIBA qui interdit aux professionnels de participer aux Jeux olympiques - le Brésilien Oscar Schmidt, considéré comme « amateur » par la FIBA, touchant alors le double de salaire en Italie que l'Allemand Detlef Schrempf en NBA . Un premier rapprochement se fait avec l'accord de la création d'une compétition opposant une franchise NBA à des équipes FIBA, l'Open McDonald's, dont la première édition se déroule en 1987 à Milwaukee.
Lors du championnat du monde 1986, une proposition de Stanković pour l'entrée des professionnels américains est refusée par 31 voix contre et 27 pour (avec 18 ou 19 pays s'abstenant et un vote contre des États-Unis),. Le Comité international olympique et la FIBA autorisent trois ans plus tard, le 8 avril 1989, un vote qui est désormais de 56 pour et 13 contre et qui autorise les joueurs de basket-ball professionnel issus de la NBA à participer aux Jeux olympiques. Auparavant, les États-Unis étaient représentés soit par des joueurs universitaires soit par des joueurs évoluant en Europe.
L'équipe de Yougoslavie, championne du monde en titre en Argentine en 1990, et double détentrice des titres de championne d'Europe, lors des éditions de Zagreb 1989 et 1991 à Rome, domine le basket FIBA et s'appuie sur une génération qui a battu à deux reprises les jeunes Américains au championnat des moins de 19 ans 1987 (en) en remportant le titre et en demi-finale du mondial 1990. Cette sélection U19, Divac, Kukoč, Radja, Djordjević qui tous évoluent un temps en NBA, forme l'ossature avec Petrović, Paspalj, Zdovc. Kukoc déclara plus tard : « Si notre équipe n’avait pas éclaté, alors le match avec la Dream Team en 1992 serait devenu le meilleur de l’histoire du basket-ball ». Dusan Ivkovic, sélectionneur de cette équipe yougoslave, estimait son équipe capable de rivaliser : « Nous étions sur la bonne voie. Notre équipe était remarquable... Je pense que nous étions prêts pour le plus grand choc, celui contre les Américains aux Jeux olympiques ».
une autre « équipe de rêve » apparaît. Après l'indépendance de la Lituanie en septembre 1991, Šarūnas Marčiulionis, malgré de grosses difficultés financières, parvient à reformer une équipe de Lituanie, composée de Valdemaras Chomičius, Rimas Kurtinaitis, Arvydas Sabonis et Marčiulionis, joueurs qui formaient l'ossature de l'équipe d'URSS.

## Composition

Logo de la Dream Team.

Le nom Dream Team apparait avec la couverture de Sports Illustrated du 18 février 1991, couverture où pose  Michael Jordan, Magic Johnson, Karl Malone, Charles Barkley et Patrick Ewing.
En février 1991, USA Basketball annonce que Chuck Daly, entraîneur des Pistons de Détroit, est désigné entraîneur en chef de l'équipe américaine de basket-ball. Il faisait alors partie d'une liste de candidat contenant Don Nelson, Larry Brown, Lenny Wilkens ou Pat Riley. Un comité de sélection, composé de C.M. Newton, de l'université du Kentucky (assistant de l'équipe olympique en 1984), Rod Thorn, Jack McCloskey, membres de la NBA, les entraineurs de NCAA, Mike Krzyzewski, des Blue Devils, de l'université Duke, et P.J. Carlesimo des Pirates de Seton Hall, et un le directeur exécutif de l'Association des joueurs de la NBA Charles Grantham.
Finalement, le 21 septembre 1991, dans un premier temps dix joueurs sont sélectionnés dans la  Dream Team (par ordre de révélation) : Magic Johnson, Charles Barkley, Karl Malone, John Stockton, Patrick Ewing, David Robinson, Larry Bird, Chris Mullin, Scottie Pippen et Michael Jordan. Clyde Drexler est ensuite ajouté, ainsi que Christian Laettner, joueur des Blue Devils de Duke, seul joueur NCAA, vient de remporter le championnat à deux reprises.
Chuck Daly, est nommé entraîneur en chef de cette sélection. Il est secondé par Mike Krzyzewski, entraîneur des Blue Devils de Duke, une des plus prestigieuses universités américaines, P.J. Carlesimo, entraîneur de Seton Hall et Lenny Wilkens, entraîneur des Cavaliers de Cleveland, l'un des entraîneurs ayant coaché le plus de rencontres NBA.
L'équipe composée compte déjà, au moment de son annonce en 1991, trois titres olympiques, avec Michael Jordan, Chris Mullin et Patrick Ewing vainqueurs du titre olympique de 1984 à Los Angeles, dix titres NBA, Jordan et Scottie Pippen sous le maillot des Bulls de Chicago, Magic Johnson avec les Lakers de Los Angeles et Larry Bird avec les Celtics de Boston.
La seule réelle surprise de cette équipe est l'absence d'Isiah Thomas, le meneur des Pistons de Detroit. Ce sont Magic Johnson et Larry Bird qui donnent en 2009 l'explication à cette absence. Magic, malgré l'amitié qui le lie à Thomas, fait partie des joueurs qui posent un véto à sa présence : « Personne dans cette équipe ne voulait jouer avec lui... Il ne comprend pas pourquoi il n'a pas été choisi pour cette équipe olympique et c'est vraiment dommage. Vous devez vous y attendre lorsque vous vous êtes aliéné plus de la moitié de la NBA »,. Le principal veto est celui de Michael Jordan, Daly, entraineur principal de Thomas chez les Pistons, décidant alors de « ne pas se battre pour Isiah ».
Magic, qui a annoncé sa séropositivité lors de l'automne précédent et l'arrêt de sa carrière dans la foulée, n'a joué qu'une seule rencontre depuis son arrêt, lors du NBA All-Star Game 1992. Il est le premier à s'engager et s'avère prépondérant dans l'accord de Bird, peu enthousiaste au départ en raison de ses problèmes de dos et estimant qu'il « représente le passé », et Jordan. Magic est le leader de cette équipe. Il partage le capitanat avec son meilleur ennemi, Larry Bird, Michael Jordan ayant refusé cette responsabilité de co-capitanat au profit de ces derniers.
la  Dream Team est introduite au Basketball Hall of Fame, Naismith Memorial Basketball Hall of Fame,. En août 2017, l'équipe est élue au FIBA Hall of Fame.
Excepté Lettaener, les onze autres joueurs sont également membre du Naismith Memorial Basketball Hall of Fame.
- n°4 : Christian Laettner (université Duke, seul joueur universitaire membre de l'équipe)
- n°5 : David Robinson (Spurs de San Antonio)
- n°6 : Patrick Ewing (Knicks de New York)
- n°7 : Larry Bird (Celtics de Boston)
- n°8 : Scottie Pippen (Bulls de Chicago)
- n°9 : Michael Jordan (Bulls de Chicago)
- n°10 : Clyde Drexler (Trail Blazers de Portland)
- n°11 : Karl Malone (Jazz de l'Utah)
- n°12 : John Stockton (Jazz de l'Utah)
- n°13 : Chris Mullin (Warriors de Golden State)
- n°14 : Charles Barkley (Suns de Phoenix)
- n°15 : Magic Johnson (Lakers de Los Angeles)

L'encadrement sportif est composé de :
- Entraîneur : Chuck Daly (Detroit Pistons)
- Assisté de : 
  - Mike Krzyzewski (Blue Devils de Duke)
  - P.J. Carlesimo (Pirates de Seton Hall)
  - Lenny Wilkens (Cavaliers de Cleveland)

Daly, Krzyzewski et Wilkens sont tous trois introduit au Naismith Memorial Basketball Hall of Fame.

## Compétition

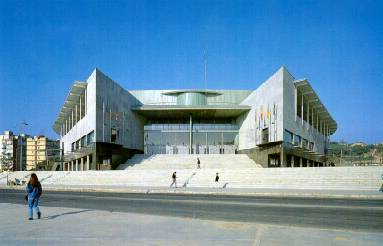
Le Pavillon olympique de Badalone, théâtre des exploits de la Dream Team lors des Jeux olympiques de Barcelone en 1992.

La  Dream Team commence sa préparation à La Jolla, près de San Diego, par une rencontre face à une équipe composée de jeunes joueurs : Grant Hill, Chris Webber, Penny Hardaway, Bobby Hurley, Allan Houston, Eric Montross, Rodney Rogers et Jamal Mashburn, dirigée par Roy Williams. Ce dernier applique les consignes de jeu de Daly, « jouer comme des Européens », celles-ci devant mettre en évidence les difficultés qu'il avait identifiées,. Cette rencontre, disputée en vingt minutes, voit la seule défaite de la Dream Team sur le score de 62 à 54. Plus tard, Mike Krzyzewski, déclara que Daly avait « orchestré » cette défaite, afin d'implanter l'idée « que nous pouvions concevoir de perdre ». Elle est suivie d'une revanche le lendemain largement à l'avantage des professionnels,.
Les Américains disputent le tournoi des Amériques à Portland du 26 juin au 5 juillet 1992. Lors de cette compétition, ils remportent leurs sixieme rencontres avec un écart moyen de 51,5 points.
Avant les Jeux, la  Dream Team peaufine sa préparation à Monaco. Elle dispute un match amical contre l'équipe de France, cette rencontre se soldant par une victoire américaine sur le score de 111 à 71. Un cinq contre cinq (Stockton est blessé, fracture spiroïde de la jambe droite  depuis le tournoi des Amériques et Drexler légèrement blessé) oppose ensuite les Blancs, composés de Jordan, Pippen, Bird, Malone et Ewing, aux Bleus de Magic, Mullin, Lettnear, Barkley et Robinson, avec une victoire des Blancs 40 à 36. Jordan déclara des années plus tard, que « à bien des égards, ça a été le meilleur match auquel j'ai jamais participé. Parce que la salle était fermée et qu'il ne s'agissait que de basket ».
Lors des Jeux de Barcelone, dans l'enceinte du Pavillon olympique de Badalone, la Dream Team gagne tous ses matchs, avec un écart moyen de 43,75 points. Le tournoi olympique commence par un match contre l'Angola. Ce match n'est pas seulement connu pour l'écart incroyable de 68 points, mais aussi pour un coup de coude de Charles Barkley directement dans l'abdomen de Herlánder Coimbra. Les seules équipes ayant mené dans une rencontre contre la sélection américaine sont l'Espagne, en phase de poule (après quelques phases de jeu), et la Croatie, en finale. La supériorité de la Dream Team est telle, que le coach américain, Chuck Daly, ne demande aucun temps mort pendant toute la compétition (il ne prend également aucun temps mort durant le tournoi des Amériques). Cette décision de ne prendre aucun temps mort est prise par Daly plusieurs semaines avant la compétition, l'entraîneur la justifiant plus tard par « qu'est ce que je vais pouvoir dire que ces gars ne seraient pas capable de voir par eux-mêmes ? ».

## Résultats

### Matchs contre Sparring-partners
- États-Unis -  Universitaires américains : 54 - 62
- États-Unis -  Universitaires américains : 72 - 39 (sur vingt minutes).

### Tournoi préolympique
- États-Unis -  Cuba : 136 - 57
- États-Unis -  Canada : 105 - 61
- États-Unis -  Panama : 112 - 52
- États-Unis -  Argentine : 128 - 87
- États-Unis -  Porto Rico : 119 - 81
- États-Unis -  Venezuela : 127 - 80

### Match amical
- États-Unis -  France :  111 - 71 à Monte-Carlo

### Tournoi olympique

#### Tour préliminaire
- États-Unis -  Angola :  116 - 48
- États-Unis -  Croatie :  103 - 70
- États-Unis -  Allemagne : 111 - 68
- États-Unis -  Brésil : 127 - 83
- États-Unis -  Espagne : 122 - 81

#### Quart-de-finale
- États-Unis -  Porto Rico : 115 - 77

#### Demi-finale
- États-Unis -  Lituanie : 127 - 76

#### Finale
- États-Unis -  Croatie : 117 - 85

## Statistiques
Charles Barkley termine meilleur marqueur de la sélection américaine lors du tournoi olympique avec une moyenne de 18 points par match, devant Michael Jordan, deuxième avec 14,9. Barkley possède le meilleur pourcentage de réussite avec 71,1 %, tout comme le pourcentage de réussite pour les tirs à trois points, 87,5 % avec un sept sur huit. Christian Laettner termine meilleur marqueur aux lancers francs avec 90 %. La statistique du rebond est dominée par Karl Malone et Chris Mullin qui terminent avec une moyenne de 5,3. Le meilleur intercepteur de la sélection américaine est Michael Jordan avec un total de 37 sur l'ensemble de la compétition, son coéquipier des Bulls de Chicago Scottie Pippen terminant meilleur passeur avec un total de 47. Patrick Ewing est le meilleur contreur avec un total de 15.
La Dream Team, qui s'était imposée avec un écart moyen de 51,3 points lors du tournoi pré-olympique, s'impose avec un écart de 43,9 points, la Croatie subissant l'écart le plus faible avec 32 points. Les Américains terminent avec un pourcentage de réussite de 57,8 %, le pourcentage de leurs adversaires étant de 36,5 %. Le score moyen est de 117,3.

## Sources